# Sylvie Testelin
Sylvie Testelin, née le 10 juillet 1962 à Saint-Quentin, est une chirurgienne maxillo-facial et professeure de médecine à l'université de Picardie, à Amiens.

## Biographie
Élève du professeur Bernard Devauchelle, elle effectue avec lui et le professeur Benoît Lengelé, le 26 novembre 2005, la première greffe partielle du visage sur la personne d'Isabelle Dinoire, une jeune femme mordue par un chien lui ayant arraché le nez, les lèvres et le menton. Cette première mondiale est couronnée de succès et ouvre de nouvelles perspectives en chirurgie réparatrice de la face.